# Александрия (яхта, 1904)
«Александрия» — последняя из 16 паровых императорских яхт, построенных начиная с 1851 года для Балтийского и Черноморского флотов.
Экипаж для императорской яхты формировали гвардейским, а яхта входила в состав его судов.

## История
16 августа 1903 года в Петербурге состоялась официальная закладка паровой яхты, предназначенной для всероссийского императора Николая II, к тому времени уже стоявшей на стапеле Балтийского завода. На церемонии присутствовали сам монарх, а также императрицы Александра Фёдоровна и Мария Фёдоровна, греческая королева Ольга Константиновна, генерал-адмирал великий князь Алексей Александрович, начальствующий состав морского министерства и руководство Балтийского завода. Яхта должна была заменить доживавшую свой век первую «Александрию», спущенную на воду ещё в 1851 году. Через 13 дней после закладки 29 августа яхта была спущена на воду и сразу же причислена к гвардейскому экипажу, а в 1904 году была включена в состав кораблей Балтийского флота. Предыдущая «Александрия» была исключена из состава Балтийского флота в конце 1906 года.

## Конструкция
С самого начала было решено, что вторая «Александрия», заменив первую, будет ходить в Петергоф с его неглубокой пристанью и плавать в мелководных финских шхерах. В связи с этим осадка не должна была превышать 1,83 метра, поэтому яхту решили строить колёсной, а не винтовой. Длина судна составляла 61 метр, ширина — 7,9 метра, водоизмещение — 501 тонна. На яхту установили 2-трубную паровую машину мощностью 1107 л. с., что обеспечивала скорость хода 14,5 узлов. Также имелось мачты.
Строительство велось под началом корабельного инженера Г. И. Лидова. Наружным оформлением яхты и её интерьеров занимался «архитектор по отделке и украшению кораблей» Н. Д. Прокофьев, служивший на Балтийском заводе. Фальшборты в носовой и кормовой оконечностях судна были украшены свободно текущим орнаментом, близким к стилю «модерн». В отличие от первой «Александрии», носовое украшение её преемника было выполнено в виде 2-главого орла, а вот колёсные кожухи также решили украсить резными изображениями звезды ордена Святого Андрея Первозванного с элементами английского ордена Подвязки.

## Служба
16-й и последней по счёту императорской яхтой вторая «Александрия» де-факто стала в 1907 году после аварии яхты «Штандарт», которой ранее пользовались семейство и свита Николая II. На «Александрии» последний император России дважды принимал Раймона Пуанкаре, в первый раз в июне 1912 года, когда тот был премьер-министром Франции, а во второй раз в июле 1914 года — уже в качестве президента союзной державы.
В годы Первой мировой войны Николай II только дважды использовал «Александрию». 7 июля 1915 года император на ней сходил в Кронштадт для осмотра вышедших из ремонта крейсеров «Богатырь» и «Олег», а 15 июля посетил броненосец «Цесаревич».
После Февральской революции 1917 года яхта де-факто потеряла статус императорской. В мае 1918 года её включили в резерв минной дивизии Балтийского флота. В апреле 1921 года «Александрию» передали в распоряжении начальника обороны Ладожского озера. В 1922 году её отправили на долговременное хранение в Кронштадтский порт, а в 1927 году разобрали.